# Wehrpass

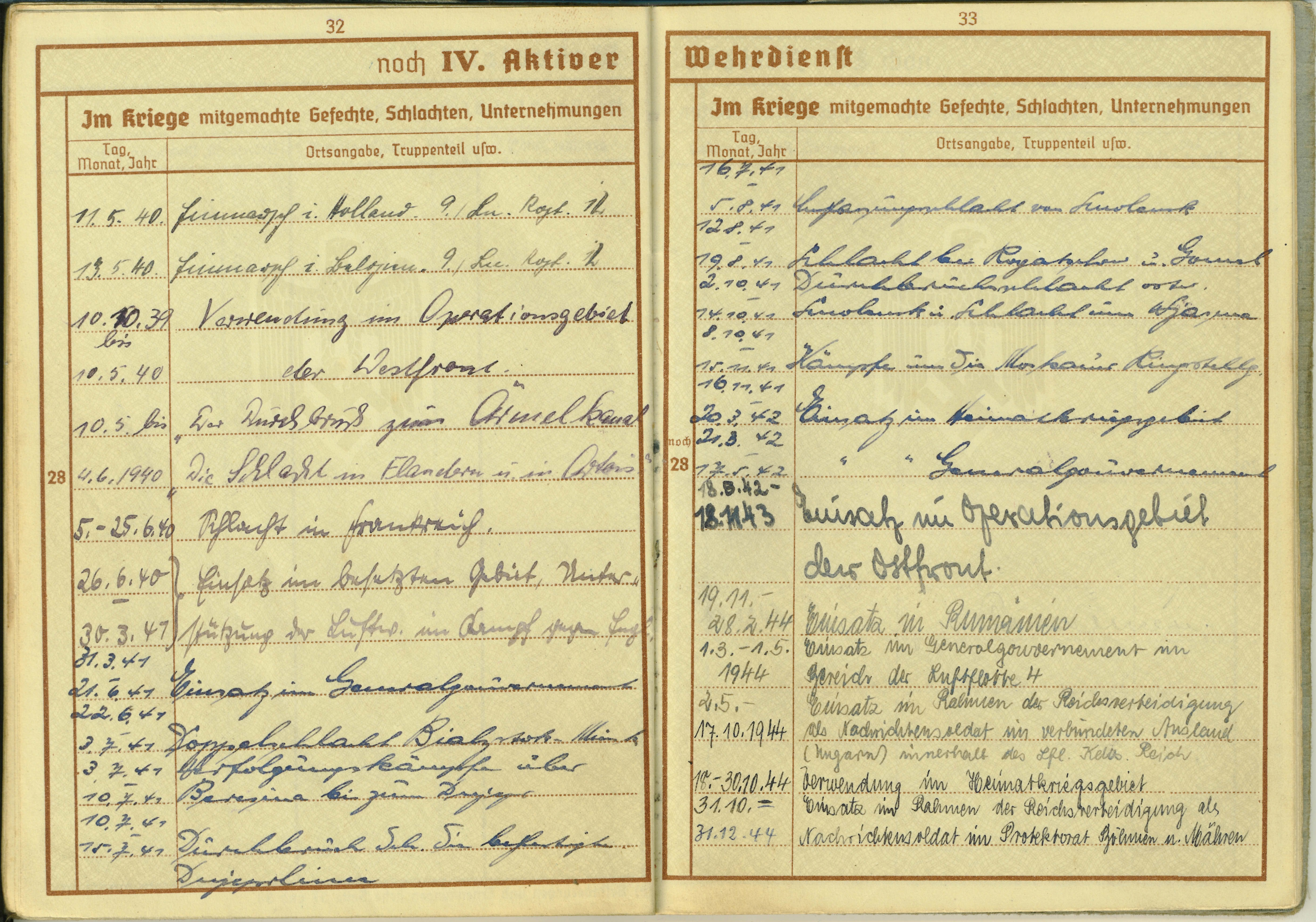
Deutscher Wehrpass mit Eintragungen

Der Wehrpass, vor 1919 Militärpaß, war in Deutschland ein Ausweisdokument für Wehrpflichtige.

## Ähnliche Dokumente
Wurde ein Soldat eingezogen, ersetzte bis 1945 das Soldbuch seinen Wehrpass und diente gleichzeitig als Personalausweis.
Bei der Bundeswehr erhält der Soldat einen Truppenausweis, mit dem er sich als Soldat (und berechtigt, in Ausübung des Dienstes Waffen zu führen) ausweisen kann.

## Wehrpass in der Wehrmacht

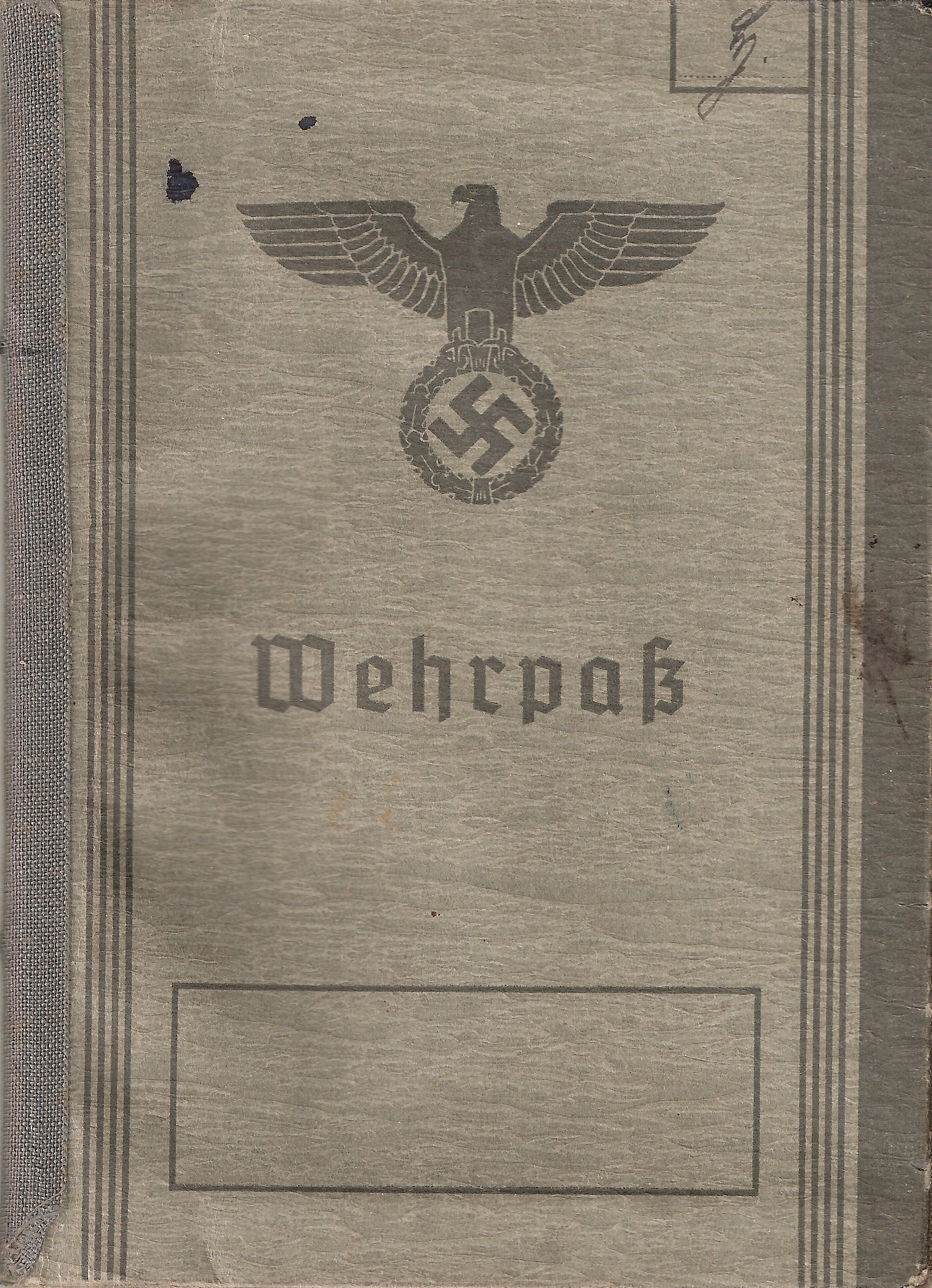
Deutscher Wehrpass 1939

Der Wehrpass wurde bereits während der Zeit des Nationalsozialismus nach Einführung der Wehrpflicht an alle wehrpflichtigen männlichen Bürger ausgegeben. Darin wurde die Tauglichkeit zusammen mit weiteren persönlichen Angaben vermerkt. Das Dokument verblieb beim Besitzer und musste benutzt werden, um sich gegenüber den Militärbehörden auszuweisen. Wurde der Wehrpflichtige dann tatsächlich eingezogen, wurde der Pass der jeweils zuständigen Einheit übergeben. Im Todesfall wurde der Wehrpass den Angehörigen zugestellt.
Der Wehrpass enthielt folgende Einträge:
- Angaben zur Person. Umfasste u. a. Vorname, Familienname, Religion sowie den erlernten und derzeit ausgeübten Beruf.
- Musterung und Aushebung.
- Reichsarbeitsdienst. Umfasste u. a. den Entlassungsgrund (z. B. „Hat seine gesetzliche Arbeitsdienstpflicht erfüllt“) sowie eine Gesamtbeurteilung der Führung.
- Aktiver Wehrdienst. Enthielt eine Aufschlüsselung der Zugehörigkeiten zu den Dienststellen des Heeres, der Luftwaffe oder der Kriegsmarine. Des Weiteren wurden hier durchlaufene Ausbildungen, Beförderungen und Ernennungen sowie Orden und Ehrenzeichen aufgeführt. Auch wurden in diesem Abschnitt alle „Im Kriege mitgemachte Gefechte, Schlachten, Unternehmungen“ mit zeitlichem Rahmen und Ort vermerkt.
- Wehrdienst im Beurlaubtenstande.

## Wehrpass in der Bundeswehr

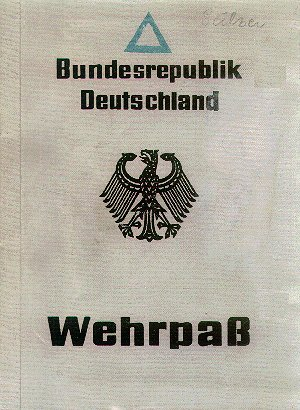
Deutscher Wehrpass (Bundeswehr)

Wehrpässe der Bundeswehr wurden bis in die 1970er Jahre von den Wehrersatzbehörden, in der Bundesrepublik Deutschland von den Kreiswehrersatzämtern, ausgegeben und enthielten Daten des Wehrpflichtigen und den Verlauf der Dienstzeit. Danach wurden die Personaldaten auch für Reservisten im „Personalstammblatt Soldaten“ dokumentiert.

## Wehrpass / Wehrdienstausweis der NVA

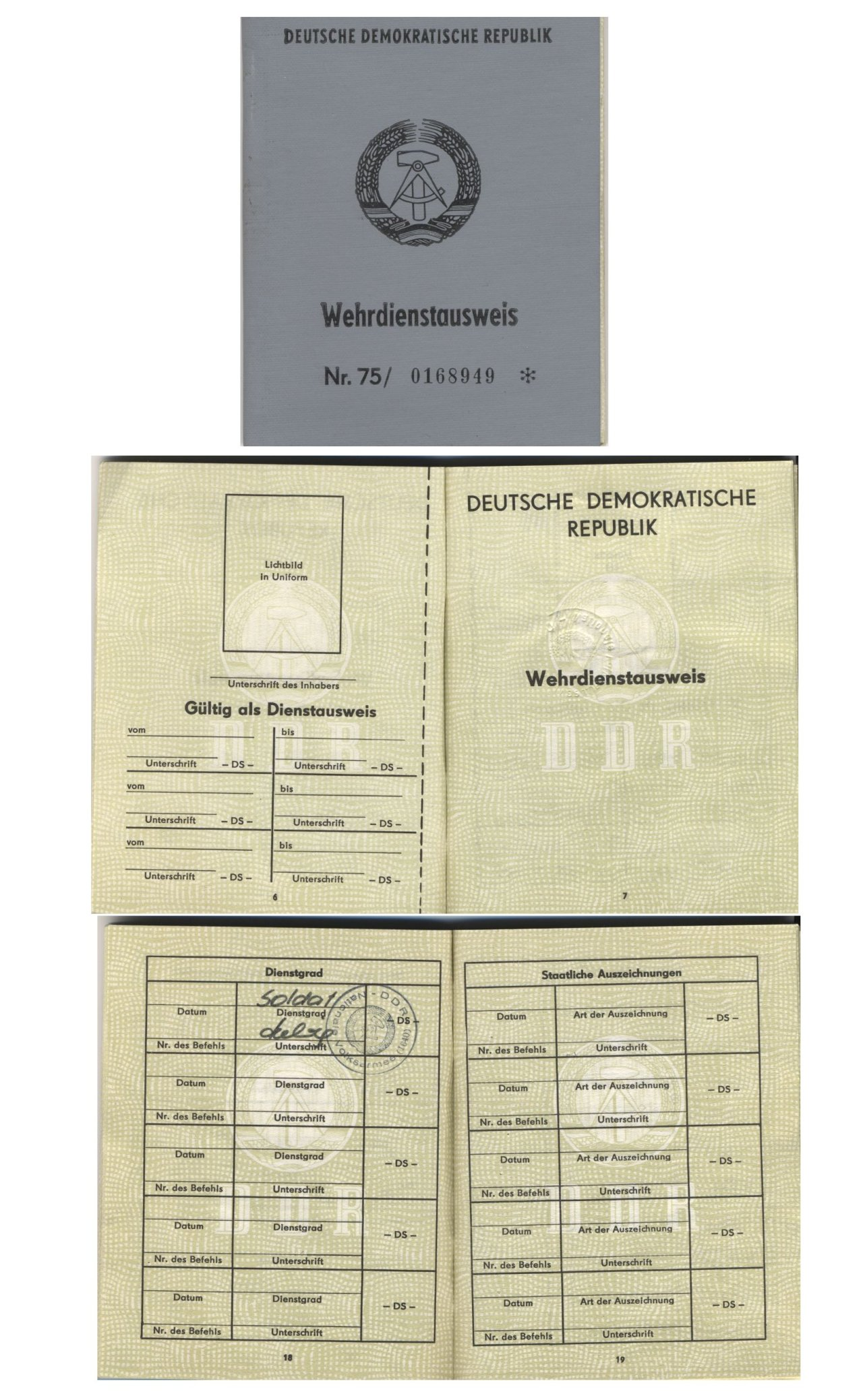
Wehrdienstausweis der NVA

Das entsprechende Dokument in der DDR war zunächst der Wehrpass, der aber bald vom Wehrdienstausweis abgelöst wurde. Während des Wehrdienstes musste der Personalausweis auf der für den Hauptwohnsitz zuständigen Meldestelle der Volkspolizei hinterlegt werden. Seine Funktion übernahm dann der Wehrdienstausweis. Im Gegensatz zum Truppenausweis der Bundeswehr war der Wehrdienstausweis für die Dauer des Wehrdienstes gültiges Dokument zur Legitimation und immer mitzuführen. Beim Beginn des aktiven Wehrdienstes wurde die Seite mit dem Passbild in zivil entfernt und ein neues in Uniform eingefügt.
Auslandsreisen waren ohne Urlaubsschein mit entsprechendem Genehmigungsvermerk nicht zulässig, auch wenn der visafreie Grenzübertritt für Zivilpersonen mit Personalausweis gestattet war. Für Reisen über die Tschechoslowakei und Polen hinaus mussten Armeeangehörige ihren Personalausweise bei der Meldestelle der VP unter Vorlage der Bestätigung der geplanten Reise empfangen und nach der Rückkehr bei der Personalstelle der eigenen Dienststelle wieder abgeben. Der Wehrdienstausweis war auf solchen Reisen nicht mitzuführen.

## Situation in der Schweiz
Für die Schweiz siehe Dienstbüchlein